# Aeroportul Komsomolsk-on-Amur
Aeroportul Komsomolsk-on-Amur (IATA: KXK, ICAO: UHKK) este un aeroport din Ținutul Habarovsk, Rusia ce deservește zona Komsomolsk pe Amur. Aeroportul a fost tranzitat în 2021 de 9.862 de pasageri.
Situat la o altitudine de 28 m, aeroportul dispune de o singură pistă. Este operat de Forțele Aeriene Ruse.